# Place du Marché-Saint-Jean
La place du Marché-Saint-Jean, est une ancienne voie de Paris qui était située dans l'ancien 7e arrondissement (actuel 4e arrondissement). Elle a été absorbée par la rue du Bourg-Tibourg lors du réaménagement en 1855 de la place de l'Hôtel-de-Ville, de la place Baudoyer et de la rue de Rivoli, dans le cadre des travaux de transformations de Paris sous le Second Empire, et se situe à l'emplacement actuel de la place du Bourg-Tibourg.

## Situation
Située dans l'ancien 7e arrondissement, quartier du Marché-Saint-Jean, la place du Marché-Saint-Jean, d'une longueur de 101 mètres, commençait en 1817 rue Regnault-Lefèvre et finissait rue de Bercy-au-Marais et rue de la Verrerie.

Les numéros de la rue étaient noirs. Le dernier numéro impair était le no 39, et le dernier numéro pair était le no 24.
En 1855 après des transformations de la place de l'Hôtel-de-Ville les frères Lazare indiquent que la place est située entre les rues du Pourtour-Saint-Gervais et Saint-Antoine, et celles de la Verrerie et de Bercy et que le dernier impair était le no 39 et qu'il n'y avait pas de numéro pair,,.

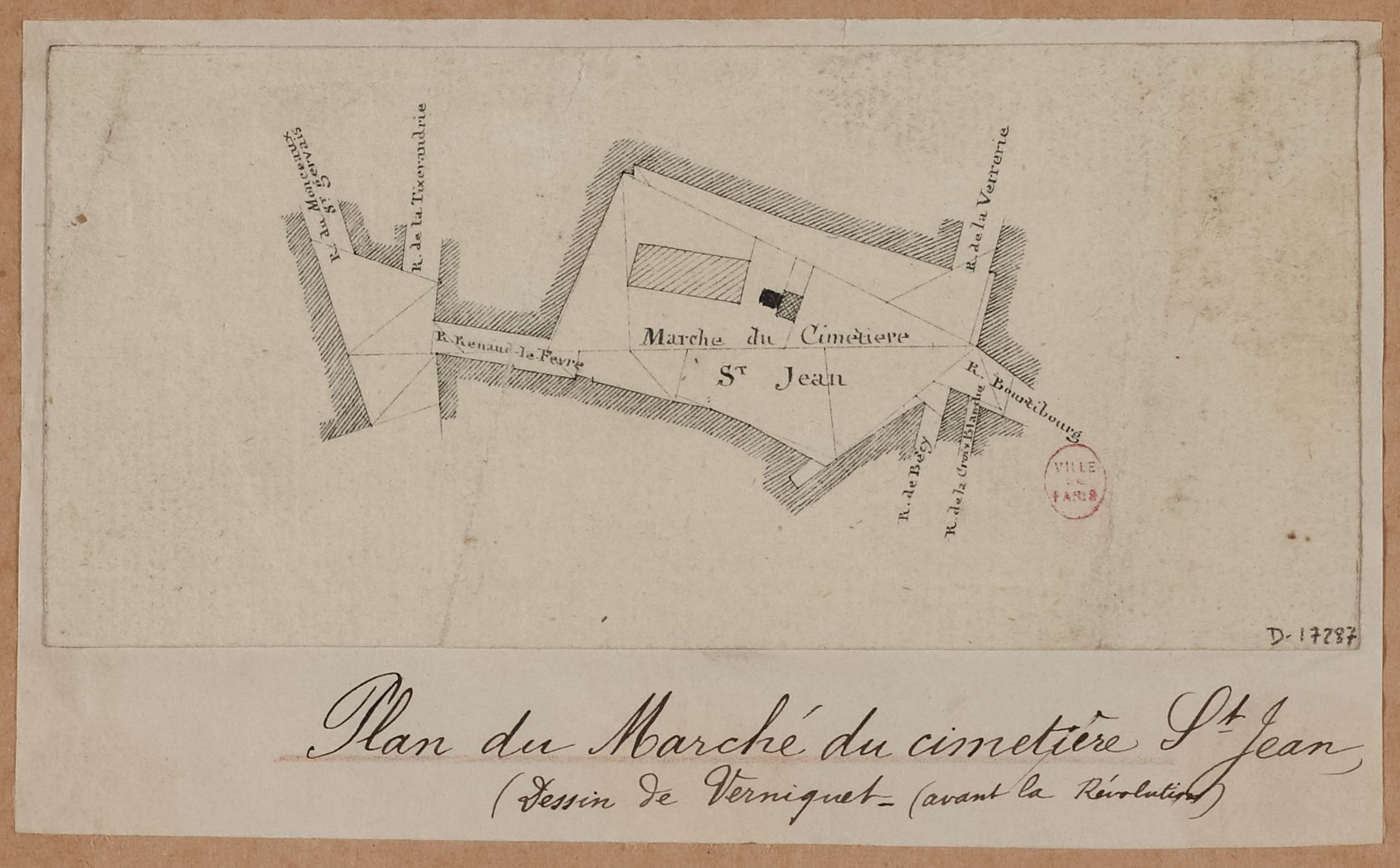
Plan du marché du cimetière Saint-Jean peu avant la Révolution.
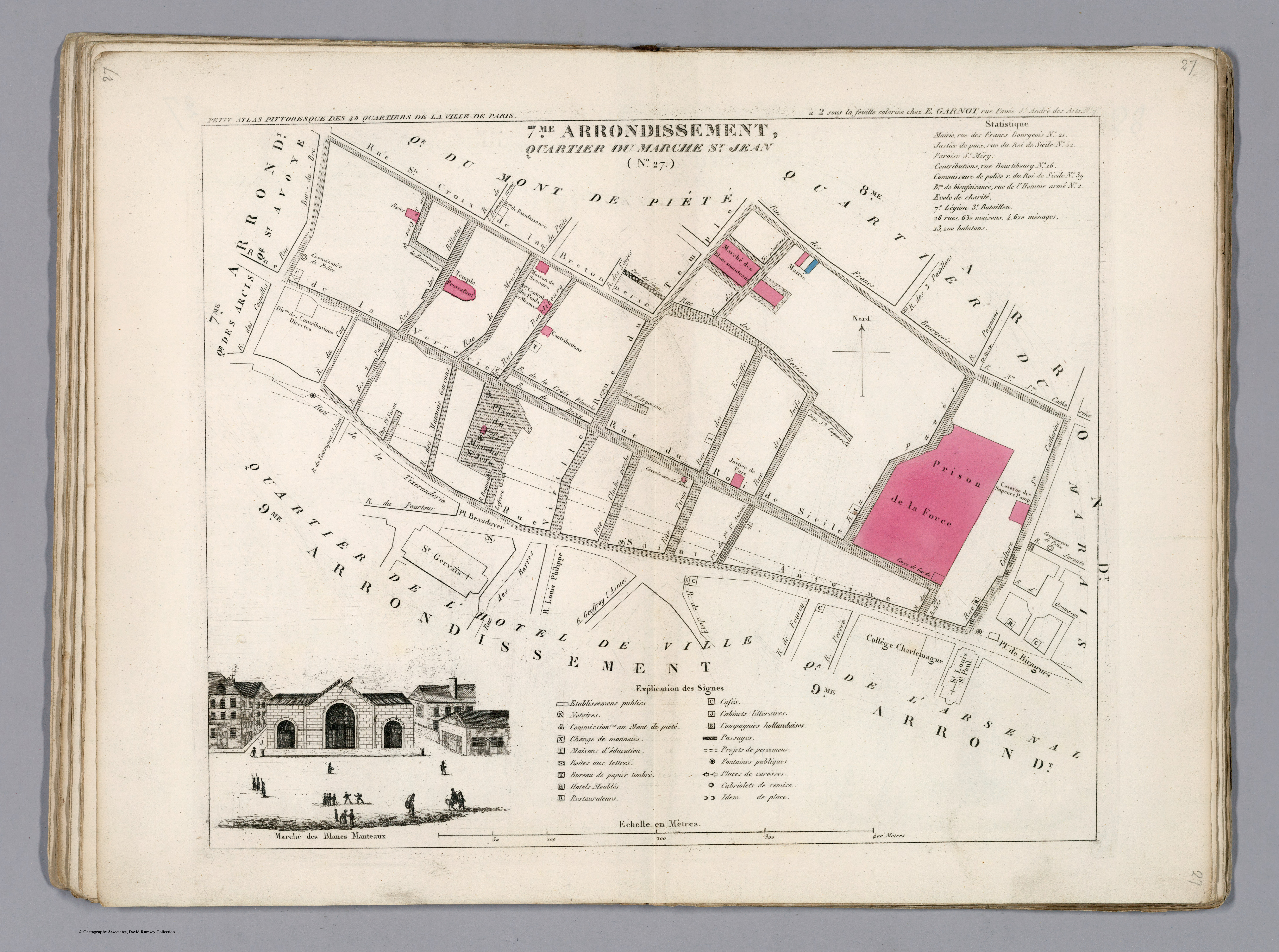
Plan du quartier du Marché-Saint-Jean : on voit au centre la place du Marché-Saint-Jean et le tracé en pointillé de la future rue de Rivoli.

## Origine du nom
Il y avait sur cette place, située à proximité, l'église Saint-Jean, un marché quotidien.

## Historique
Sous Philippe III le Hardi, près de la « rue Renaud-le-Fèvre », se trouvait une petite place qui bordait un cimetière ; des constructions en diminuaient chaque année l'étendue; c'était le cimetière Saint-Jean. En 1280 et 1300 on l'appelait « place du Vieux-Cimetière » où « place du Vieux-Cimetière-Saint-Jean ». (on a découvert à cet endroit l’emplacement d'un cimetière gallo-romain/mérovingien, donc beaucoup plus ancien encore, dont des vestiges découverts lors du creusement de l'actuel parc de stationnement automobile de la place Baudoyer, sont exposés par sa compagnie "concessionnaire" en son entrée/sortie piétonne, côté Mairie du 4è arrondissement actuel).
En 1313, elle servait à un marché que le rôle de taxe de cette année appelle le « Marciai Saint-Jean ».

Les biens de Pierre de Craon , assassin du connétable Olivier de Clisson, ayant été confisqués, son hôtel, situé au coin de la rue de la Verrerie, fut abattu en 1392. 
L'église Saint-Jean parvint à obtenir de Charles VI l'emplacement que la démolition de cet hôtel laissa vide. Dans les lettres d'amortissement qui furent données à ce sujet le 16 mai 1393, il est dit : « que le Roi a ordonné que cet hôtel fût démoli et que l'emplacement en fût donné (excepté les vergers et jardins) aux marguilliers de Saint-Jean, pour y faire un cimetière qui serait appelé le « cimetière neuf de Saint-Jean ». »

Ces lettres furent enregistrées à la Chambre des comptes, le 21 octobre 1393, et depuis ce temps cet emplacement, qui était de 815 mètres, réuni à l'ancien marché, fut destiné à un cimetière que les titres et les plans appelaient le « cimetière Vert ».

C'est aussi un lieu d'exécutions publiques, notamment Barthélémy Milon (cordonnier protestant) le 12 novembre 1534 et Étienne de la Forge (riche marchand protestant, ami de Jean Calvin, impliqué dans l'affaire des Placards) le 15 février 1535, brûlés vif (sans être au préalable étranglés).
En 1772, il fut converti en un marché public.

Séance du primidi, 21 brumaire an II : La société populaire de la section des Droits-de-l'Homme, chargée par cette section, vient annoncer au Conseil que, suivant le grand exemple donné par les autorités constituées de Paris, elle ne reconnaît plus d'autre culte que celui de la liberté et de la raison. Le Conseil reçoit avec plaisir cette déclaration, et en arrête mention civique et insertion aux affiches, et sur l'observation de cette section que le marché Saint-Jean devrait s'appeler « place des Droits-de-l'Homme », le Conseil arrête que le marché Saint-Jean se nommera désormais « place des Droits-de-l'Homme ».
Une décision ministérielle du 13 ventôse an VII, signée François de Neufchâteau, et une ordonnance royale du 12 juillet 1837, déterminèrent des alignements pour la place du marché Saint-Jean.
En 1851, la plus grande partie des maisons du côté gauche de cette voie publique a été démolie pour livrer passage à la rue de Rivoli et pour faciliter la construction de la caserne Napoléon.
Un décret impérial du 29 septembre 1854 a déterminé de nouvelles dispositions pour l'alignement de cette place, dont la largeur sera de 40 m entre la rue du Pourtour et celle de Rivoli. À partir de cette dernière jusqu'aux rues de la Verrerie et de Bercy, il sera formé une rue de 16 m de largeur aboutissant en face de la rue du Bourg-Tibourg. Le même décret a prescrit l'expropriation de toutes les maisons du côté droit de la place.
Cette expropriation a été exécutée à la fin de 1854, et les vieilles masures de cette voie publique sont tombées sous le marteau en février et mars 1855 dans le cadre des travaux de réaménagements de la place de l'Hôtel-de-Ville, de la place Baudoyer et de la rue de Rivoli.

## Bâtiments remarquables et lieux de mémoire

### Marché Saint-Jean
Par décret du 30 janvier 1811, Napoléon avait ordonné la construction de bâtiments destinés à servir à la vente des denrées, qui se faisait dans cette voie publique. 
Ce projet fut abandonné en vertu d'un autre décret du 21 mars 1813, qui prescrivit rétablissement du marché des Blancs-Manteaux. 
Le marché Saint-Jean a été supprimé en 1818.